# یک لیتر اشک
یک لیتر اشک (انگلیسی:1 Litre no Namida (TV series)) یک سریال ۱۱ قسمتی ژاپنی است که از روی خاطرات آیا کیتو ساخته شده و زندگی او را به تصویر می‌کشد.

## داستان
آیا دختری ۱۵ ساله است که به تازگی در آزمون ورودی مدرسه برتر هیگاشی نمره قبولی کسب کرده و به زودی به این مدرسه وارد می‌شود. پس از زمین‌خوردن‌های غیرطبیعی و دوبینی او، مادرش به علائمش مشکوک شده و او را پیش پزشک می‌برد. با انجام آزمایش مشخص می‌شود آیا بیماری زوال مخچه گرفته و در آینده آنقدر ناتوان خواهد شد که باید زندگی اش را روی تخت بیمارستان بگذراند. آیا از این موضوع بسیار ناراحت می‌شود اما امیدش را حفظ می‌کند و پرقدرت به زندگی ادامه می‌دهد.

## سایر آثار آیا
- دفترچه خاطرات آیا در کتابی به نام یک لیتر اشک در فوریه سال ۱۹۸۶ در ژاپن به چاپ رسید.
- از روی خاطراتش در سال ۲۰۰۴ یک فیلم سینمایی ساخته شد.